# Орион (съзвездие)
Вижте пояснителната страница за други значения на Орион.
Орион е името на вероятно най-известното екваториално съзвездие. Традиционното българско име на Орион е Рало или Ралица. Ярките звезди и близостта до небесния екватор го правят видимо на по-голямата част от планетата Земя. Орион се намира в съседство с реката Еридан и своите ловджийски кучета Голямото куче и Малкото куче в схватка с Бика. В съседство се намира и съзвездието Заек.

## Специфични особености
Съзвездието е изключително богато на ярки звезди, както и на далечни обекти:
- Меиса (λ) е главата на Орион.
- Бетелгейзе (α), разположена на рамото му, е червен гигант, чийто диаметър е по-голям от орбитата на Марс. Въпреки че е α на съзвездието, Ригел е по-ярка. Бетелгейзе всъщност е шесторна звезда, но останалите звезди са твърде бледи и се изгубват в блясъка на основната звезда. Бетелгейзе е точка от Зимния триъгълник.
- Белатрикс (γ), „амазонката“, е на лявото рамо на Орион.
- Алнитак, Алнилам и Минтака (ζ, ε и δ) съставляват астеризма известен като „Пояса на Орион“: три ярки звезди на една права – отличителна черта на съзвездието.
- Сииф е на дясното коляно на Орион.
- Ригел (β) е на лявото коляно на Орион. Представлява ярка бяла звезда, една от най-ярките на небосвода, излъчва 66 000 пъти по-интензивно от нашето слънце.

Има два значително по-бледи близки съседа.
- Хатсая (ι) е на върха на меча на Орион.

Основните звезди на Орион имат близка възраст и подобни физически характеристики, издаващи вероятен общ произход. Бетелгейзе е единственото изключение.
Орион е много подходяща отправна точка при намирането на други звезди. При продължение на линията на пояса на югозапад могат да бъдат открити Сириус (α Голямо куче); на североизток — Алдебаран (α Бик). Права на изток през раменете на Орион води към Процион (α Малко куче). Права през Ригел и Бетелгейзе води към Кастор и Полукс (α и β Близнаци).

## Обекти
На пояса на Орион е окачен неговият меч, състоящ се от сложните звезди θ1 и θ2, наречени Трапезиум, и близката мъглявина Орион (M42), която дори с просто око може да бъде разграничена от звездите. При използване на бинокъл се забелязват облаци от газ и прах, осветен от млади звезди.
Мъглявината Конска глава (IC 434) може да бъде наблюдавана в близост до ζ. Съдържа тъмен пояс от прах, придаващ характерната ѝ форма.
В близост до мъглавината при наблюдения с малък телескоп могат да бъдат открити множество интерсни отдалечени обекти като кръга на Барнард, мъглявината M43 и мъглявината-пламък NGC 2024.

## История
Звездите, които образуват Орион, са наблюдавани от множество древни цивилизации, като са били организирани в различни форми.
Традиционната българска представа за съзвездието Рало е, че то се състои от осем звезди, в които се виждат орач, остен, а понякога и вълци.
Древните шумери са разграничили форма на овца, докато в древния Китай съзвездието е един от 28-те зодикални знака под името „Ксиу“ (宿). Известен е още под името „Шен“ (參), буквално значещо „три“, вероятно заради трите ярки звезди, образуващи пояса на Орион. (вж. „китайски съзвездия“)
За древните египтяни Орион е символизирал бога на светлината Озирис. „Мечът“ и „поясът“ на съзвездието са често споменавани в античната и съвременната литература. През Първата и Втората световна война съзвездието е емблема на 27-а пехотна дивизия на САЩ, в чест на първия командир на дивизията е Джон О'Райън.

## Митология
Поради високата яркост на изграждащите го звезди, в древногръцката митология на Орион се отдава значително внимание.
Според една легенда Орион бил строен, красив и пъргав ловец. С двете си кучета – Голямото куче и Малкото куче – ходел на лов из горите и планините за диви зверове. Но той имал добро сърце. Когато Голямото куче подгонило един заек, той намерил закрила от Орион, като се сгушил в краката му.
Въоръжен с огромен боздуган и остър меч, Орион по неизвестни причини преследвал плеядите, но срещу него връхлетял един разярен бик. Без да се страхува, Орион вдигнал високо в дясната си ръка тежкия боздуган и зачакал приближаването на бика, за да го удари по главата. Бродел Орион из планините и гъстите гори, ловувал диви зверове и най-накрая пристигнал на остров Хиос. Там един скорпион го ужилил и той умрял. Но Ескулап научил за преждевременната смърт на Орион и дошъл на остров Хиос, за да го възкреси, както възкресявал и други умрели. Разтревожил се царят на подземното царство Хадес, че Ескулап му отнема сенките и се оплакал на брат си – гръмовержеца Зевс. С мълнии Зевс убил Ескулап. Зевс превърнал в съзвездия Орион, Скорпион и Ескулап и ги оставил на небето да блестят. Той поставил редом със Скорпион Ескулап от едната страна на небето, а Орион – на противоположната страна. Така Зевс завинаги отнел възможността на Ескулап да възкреси Орион. Затова когато съзвездията Скорпион и Змиеносец (Ескулап) се виждат над хоризонта, съзвездието Орион е под хоризонта и не се вижда. А когато съзвездието Орион се вижда над хоризонта, съзвездията Скорпион и Змиеносец (Ескулап) са под хоризонта и не се виждат.
В някои илюстрации Орион е представен от три тела, имащ три ръце ( Архив на оригинала от 2005-09-23 в Wayback Machine.) и три крака.
Орион в България е наричан Ралица, тъй като прилича на рало. Когато Ралицата „заорава“ небето, значи настъпва време за оран.

## Орион в изкуството
Съзвездието е споменато в „Ода“ на Хораций, „Одисея“ и „Илиада“ на Омир и „Енеида“ на Вергилий, както и в произведението на Джон Милтън „Изгубеният рай“ и „Локсли Хол“ на Тенисън.
Във филма „Блейд рънър“ (1982) на Ридли Скот за него говори андроидът Рой Бати.